# Mai Al-Kaila
Mai Salem Hanna Al-Kaila (en árabe: مي الكيلة‎; Jerusalén Este, 8 de abril de 1955) es una médica, diplomática y política palestina y la primera mujer en ocupar el cargo de ministra de Salud de Palestina. Tiene un doctorado en salud pública y administración de salud. Presidió el Consejo Médico Palestino en su calidad de ministra de Salud. También forma parte de la Autoridad Nacional Palestina encabezada por el ahora primer ministro Dr. Mohammad Shtayyeh.

## Biografía
Mai Al-Kaila nació en Jerusalén Este el 8 de abril de 1955. Estudió la educación básica y preparatoria en las escuelas de Birzeit y completó su educación secundaria en el colegio privado de Ramala. Luego estudió enfermería en el Hospital Augusta Victoria de Jerusalén y completó su educación estudiando medicina en la Universidad de Granada en España, donde obtuvo su título de licenciatura, luego se especializó en el campo de obstetricia y ginecología en la Universidad de California en San Francisco en los Estados Unidos donde obtuvo una maestría. Obtuvo su doctorado en Salud Pública y Epidemiología en la Universidad de Chile.
Trabajó como médica residente en el Hospital de la Media Luna Roja Palestina en Jerusalén en el programa de Obstetricia y Ginecología. A lo largo de su carrera ha promovido empleos y puestos, ya que trabajó como profesora en la Universidad Al-Quds en el Departamento de Salud Pública, y en la UNRWA como jefa del Programa de Maternidad e Infancia.
En 1994, fue nombrada miembro de la delegación palestina para participar en la Conferencia Mundial sobre la Mujer de 1995 que se celebró en Pekín (China).
Fue nombrada embajadora del Estado de Palestina en Chile el 31 de octubre de 2005. Puesto en el que permaneció hasta el 1 de octubre de 2013, cuando fue nombrada Embajadora del Estado de Palestina en Italia. El 4 de diciembre de 2016 ganó las elecciones para el Consejo Revolucionario Palestino, que se celebraron durante la séptima conferencia de la organización Fatah, y se convirtió en miembro de la misma.
El 13 de abril de 2019, prestó juramento constitucional ante el presidente palestino Mahmud Abás como ministra de Salud dentro del gobierno de Mohammad Shtayyeh.

## Premios y reconocimientos
- En 2017, recibió la medalla de oro de la Academia Normanda en cooperación con la Fuerza Aérea Italiana; esto se debe a su activismo y defensa de los derechos humanos de los palestinos.[12]
- El 7 de junio de 2022, el presidente italiano Sergio Mattarella le otorgó la Orden de la Estrella de Italia en reconocimiento a sus grandes esfuerzos en el fortalecimiento de las relaciones italo-palestinas, durante la celebración del Día Nacional Italiano en la ciudad de Ramalá, que fue organizada por el Consulado General de Italia.[13]